# خارپشت آمور
خارپشت آمور (نام علمی: Erinaceus amurensis) نام یک گونه از سرده جوجه‌تیغی‌های گوش‌کوچک است.